# Isoperla belai
Isoperla belai är en bäcksländeart som beskrevs av Joachim Illies 1963. Isoperla belai ingår i släktet Isoperla och familjen rovbäcksländor. Inga underarter finns listade i Catalogue of Life.